# Bianca Venier
Bianca Venier (1996) è un'ex sciatrice alpina austriaca.

## Biografia
Attiva in gare FIS dal dicembre del 2011, in Coppa Europa la Venier ha esordito il 13 gennaio 2014 a Innerkrems in supergigante, senza completare la prova, e ha colto il suo miglior piazzamento il 19 dicembre 2017 a Crans-Montana in discesa libera (4ª). Il 14 marzo 2018 ha preso per l'ultima volta il via a una gara in Coppa Europa, il supergigante di Soldeu dove si è classificata 33ª; si è ritirata al termine di quella stessa stagione 2017-2018 e la sua ultima gara in carriera è stata il supergigante dei Campionati svizzeri 2018, il 6 aprile a Davos, non completato dalla Venier. Non ha debuttato in Coppa del Mondo né preso parte a rassegne olimpiche o iridate.

## Palmarès

### Coppa Europa
- Miglior piazzamento in classifica generale: 46ª nel 2017 e nel 2018

### Campionati austriaci
- 2 medaglie:
  - 2 bronzi (combinata nel 2015; discesa libera nel 2016)